# Теммі і холостяк (фільм)
«Теммі і холостяк» (англ. Tammy and the Bachelor) — фільм 1957 року, романтична комедія, перший з чотирьох фільмів про Теммі. У ролях Деббі Рейнольдс в ролі Тембрей «Теммі» Тайрі, Волтер Бреннан в ролі дідуся Дайнвітте та Леслі Нільсен в ролі Пітера Брента. Фільм був створений за книгою «Теммі Час пройшов» Сіда Рікетса Самнера.

## Сюжет
Тембрей «Теммі» Тайрі (Деббі Рейнольдс) сімнадцятирічна дівчина, що живе зі своїм дідусем в Луїзіані, Джоном Дайнвітте (Волтер Бреннан) в його плавучому будинку. Вона бігає бомоніж, мрібчи про життя за межами болота, її єдина подруга коза Нен.
Якось у болоті Теммі знаходить рештки літака та Пітера Брента (Леслі Нільсен), що лежав непритомний. Теммі та її дідусь допомагають вилікуватися Пітеру після катастрофи, Теммі закохується в Пітера. Але він повинен повертатися до себе додому, Теммі думає, якби щось сталося з її дідусем, і вона могла би поїхати разом із Пітером. Декілька тижнів згодом, Дідусь Теммі арештований за те, що він гнав самогон.

## Герої та актори
| Актор           | Роль                  |
| --------------- | --------------------- |
| Деббі Рейнольдс | Тембрей «Теммі» Тайрі |
| Леслі Нільсен   | Пітер Брент           |
| Волтер Бреннан  | Дідусь Дайнвітте      |
| Мала Паверс     | Барбара Байсслі       |
| Сідні Блекмер   | Професор Брент        |
| Мілдред Нетвік  | Тітка Рені            |
| Фей Рей         | Пані Брент            |
| Філіпп Олбер    | Альфред Байсслі       |
| Крейг Хілл      | Ерні                  |
| Луіз Біверс     | Ося, кухар            |

## Нагороди
Джей Лівінгстон та Френк Скіннер були номіновані на «Оскар» в номінації «Найкраща пісня» за пісню «Tammy».